# Crâne de Yorick
Pour les articles homonymes, voir Yorick (homonymie).

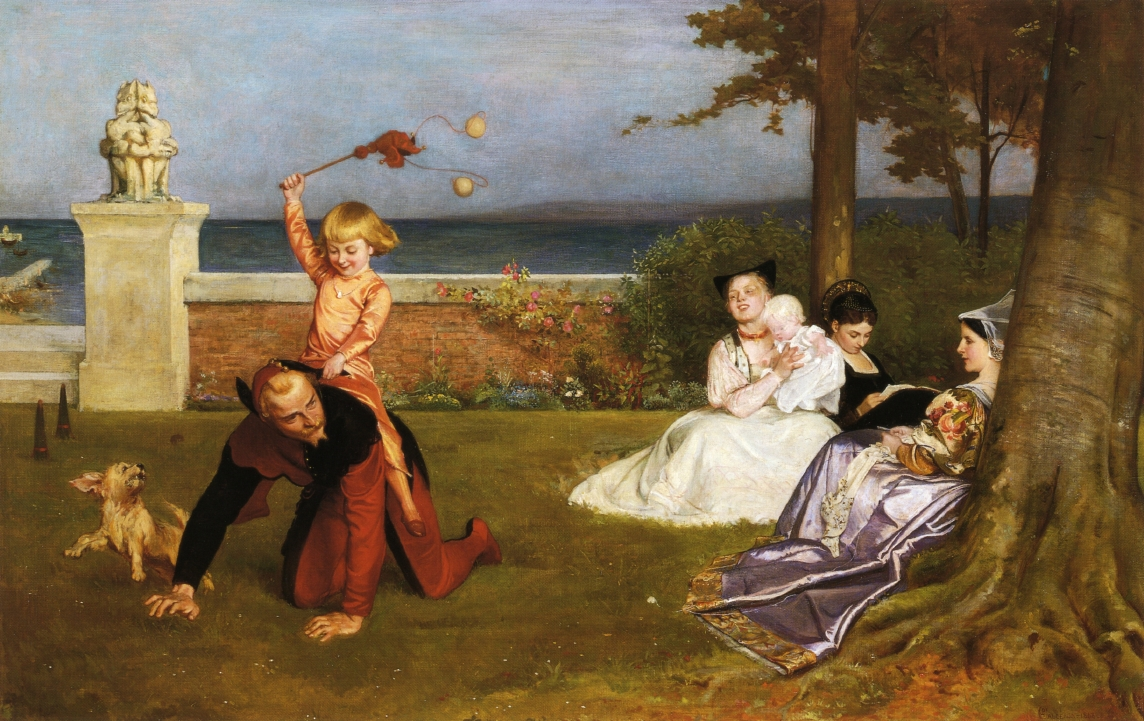
Le prince Hamlet en tant qu'enfant sur le dos de Yorick.

Yorick est le nom d'un personnage de fiction, bouffon à la cour royale du Danemark, dont seul le crâne apparaît dans Hamlet, l'une des plus célèbres pièces de théâtre de William Shakespeare. De nombreuses représentations artistiques du prince Hamlet lui attribuent ce crâne comme accessoire, symbole de mortalité, thème important de la pièce.

## Extrait d'Hamlet
La vue du crâne de Yorick exhumé par un fossoyeur durant la première scène de l'acte V évoque au prince Hamlet un monologue sur la mortalité :
« This? […] Let me see. (he takes the skull) Alas, poor Yorick! I knew him, Horatio – a fellow of infinite jest, of most excellent fancy. He hath borne me on his back a thousand times, and now, how abhorred in my imagination it is! My gorge rises at it… Here hung those lips that I have kissed I know not how oft. Where be your gibes now? Your gambols, your songs, your flashes of merriment, that where were wont to set the table on a roar? not one now to mock your own grinning? Quite chopfallen? Now, get you to my lady's chamber, and tell her, let her paint an inch thick, to this favor she must come. Make her laugh at that… Prithee, Horatio, tell me one thing […] Dost you think Alexander looked o'this fashion i'th'earth? »
« Celui-ci ? Laisse-moi le voir. [il prend le crâne] Hélas ! pauvre Yorick ! Je l’ai connu, Horatio ! — C’était un garçon d’une gaité infinie, [d'une fantaisie prodigieuse] ; il m’a porté vingt fois sur son dos ; [et maintenant, quelle horrible chose d'y songer ! J'en ai la nausée…] Ici pendaient ces lèvres que j’ai baisées cent fois ! Où sont tes plaisanteries maintenant Yorick ? [Tes gambades, tes chansons], tes éclairs de gaieté [dont hurlait de rire toute la table ? Aucune aujourd'hui pour moquer ta propre grimace ? Rien que cette mâchoire tombante] ? Va donc trouver Madame dans sa chambre, et dis-lui qu’elle a beau se mettre un pouce de fard, il faudra bien qu’elle en vienne à [cet état-là. Fais-la rire avec] cela… Horatio, je t’en prie, dis-moi une chose […] Crois-tu qu’Alexandre a eu cette mine-la [dans la terre] ? »
L'extrait de cette citation le plus célèbre (« Hélas ! pauvre Yorick ! Je l’ai connu, Horatio ! ») est très souvent mal cité par les anglophones qui lui substituent « Hélas, pauvre Yorick ! Je le connaissais bien. » (Alas, poor Yorick! I knew him well.).
Il a souvent été suggéré une intention de Shakespeare que Yorick évoque à son public le comédien Richard Tarlton, vedette de la scène pré-shakespearienne, mort depuis environ aussi longtemps que le bouffon de la pièce.

## Hamlet et le crâne

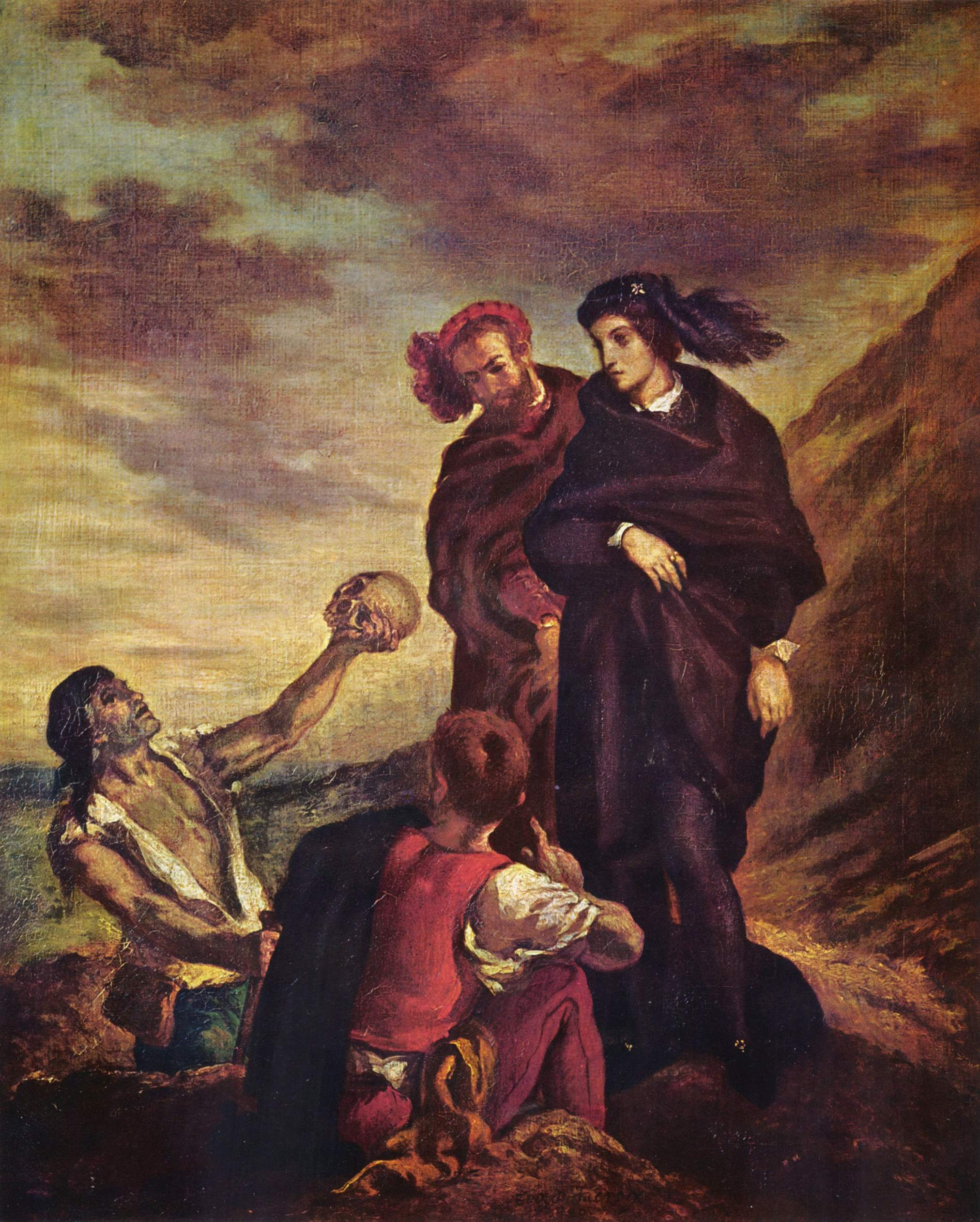
Le fossoyeur donne le crâne de Yorick au prince Hamlet. Eugène Delacroix, 1839.

La scène se passe au début du dernier acte (V, 1). Lorsque Hamlet entre dans le cimetière avec Horatio, le fossoyeur est en train de creuser la tombe d'Ophélie la fiancée d'Hamlet qui s'est noyée, et dont ce dernier ignore la mort. Il dérange de vieux ossements et le prince, qu'il ne reconnaît pas, engage la conversation avec lui, lui demandant « combien de temps un homme peut-il rester en terre avant de pourrir ? » Il lui présente alors un crâne en terre depuis 23 ans, le crâne de Yorick, le bouffon du roi. Hamlet comprend à ce moment-là que la mort est inévitable, et que l'être humain n'a aucune prise sur les événements de cette vie : « Même la chute d'un moineau est réglée par la Providence. […] Si ce n'est pas pour maintenant, pourtant mon heure viendra. Le tout est d'y être prêt. Puisque aucun homme ne peut apprendre, de ce qu'il va laisser, quand il faudra qu'il le laisse, résignons-nous » dira-t-il dans la scène suivante, juste avant le duel avec Laërte au cours duquel il va donner et trouver la mort.
Hamlet méditant sur le crâne de Yorick est devenu une représentation du personnage d'Hamlet dans toute sa profondeur symbolique. Cette scène emblématique a souvent été représentée par des artistes des temps modernes.